# Apenthecia obscura
Apenthecia obscura är en tvåvingeart som beskrevs av Chassagnard och Tsacas 1997. Apenthecia obscura ingår i släktet Apenthecia och familjen daggflugor.
Artens utbredningsområde är Malawi. Inga underarter finns listade i Catalogue of Life.